# 708. Infanterie-Division (Wehrmacht)
La 708. Infanterie-Division fu una divisione dell'esercito tedesco attiva durante la seconda guerra mondiale.

## Storia
708. Infanterie-Division:
La divisione fu costituita il 2 maggio 1941 come divisione d'occupazione e nello giugno dello stesso anno venne trasferita a Bordeaux, nell'ottobre 1942 venne riorganizzata in maniera tale da diventare una divisione adatta alla guardia costiera e all'inizio del 1943 venne spostata a Royan. Dopo lo sbarco in Normandia venne mobilitata verso le zone di Le Mans e Laval, dove il 14 aprile 1944 le truppe americane riuscirono a sfondare il settore, qui la divisione fu impegnata in diverse battaglie difensive ed entro la fine del mese fu quasi completamente distrutta. I superstiti della divisione andarono a formare la 708. Volks-Grenadier-Division.
708. Volks-Grenadier-Division:
La divisione fu ricostituita in Slovacchia il 4 settembre 1944 dei resti rimanenti e dalla 573. Volks-Grenadier-Division che si stava formando lì, successivamente ad ottobre venne spostata lungo il fronte occidentale nei Vosgi per sostituire la 21. Panzer-Division, questa sostituzione fu molto scoordinata e affrettata, tanto che le forze americane riuscirono a sfondare il settore e la divisione subì gravi perdite durante questi combattimenti. Il 7 dicembre 1944 la divisione fu ritirata dal fronte e trasferita nella zona di Colmar dove venne rinforzata, successivamente nel gennaio 1945 fu schierata in Alsazia. A causa dell'ulteriore avanzata alleata, la divisione fu respinta fino in Germania, dove i resti furono poi incorporati nella 198. Infanterie-Division e nella 106. Infanterie-Division.

## Ordine di battaglia
708. Infanterie-Division 1941
- Reggimento di fanteria 728
- Reggimento di fanteria 748
- Dipartimento di artiglieria 658
- Unità della divisione 708

708. Infanterie-Division 1944
- Reggimento Granatieri 728
- Reggimento Granatieri 748
- (Cosacco) Reggimento Granatieri 360
- Battaglione Fucilieri Divisionale 708
- Reggimento artiglieria 1708
- Unità della divisione 708

708. Volks-Grenadier-Division
- Grenadier-Regiment 728
- Grenadier-Regiment 748
- Grenadier-Regiment 760
- Feldersatz-Bataillon 1708
- Divisions-Füsilier-Bataillon 708
- Artillerie-Regiment 658
- Pionier-Bataillon 708
- Infanterie-Divisions-Nachrichten-Abteilung 708
- Divisions-Versorgungs-Regiment 708

## Comandanti
708. Infanterie-Division
- Generalmajor Walter Drobnig (3 maggio 1941 - 1° marzo 1942)
- Generalleutnant Hermann Wilck (1° marzo 1942 - 30 luglio 1943)
- Generalmajor Edgar Arndt (30 luglio 1943 - settembre 1944)

708. Volks-Grenadier-Division
- Generalmajor Josef Krieger (15 settembre 1944 - 15 novembre 1944)
- Generalmajor Wilhelm Bleckwenn (15 novembre 1944 - febbraio 1945)